# بخش وین (شهرستان جفرسون، اوهایو)
بخش وین (به انگلیسی: Wayne Township) یک منطقهٔ مسکونی در ایالات متحده آمریکا است که در شهرستان جفرسون، اوهایو واقع شده‌است.
 بخش وین ۱۰۰٫۳ کیلومتر مربع مساحت و ۲٬۲۳۲ نفر جمعیت دارد و ۳۸۵ متر بالاتر از سطح دریا واقع شده‌است.